# Euschizomerus
Euschizomerus is een geslacht van kevers uit de familie van de loopkevers (Carabidae). De wetenschappelijke naam van het geslacht is voor het eerst geldig gepubliceerd in 1850 door Chaudoir.

## Soorten
Het geslacht Euschizomerus omvat de volgende soorten:
- Euschizomerus aeneus Chaudoir, 1869
- Euschizomerus buquetii Chaud., 1850
- Euschizomerus caerulans Andrewes, 1938
- Euschizomerus denticollis (Kollar, 1836)
- Euschizomerus elongatus Chaudoir, 1861
- Euschizomerus indicus Jedlicka, 1956
- Euschizomerus junodi Peringuey, 1896
- Euschizomerus liebkei Jedlicka, 1932
- Euschizomerus metallicus Harold, 1879
- Euschizomerus nobilis Xie & Yu, 1991
- Euschizomerus oberthueri Fairmaire, 1898
- Euschizomerus rufipes Heller, 1921
- Euschizomerus schuhi Kirschenhofer, 2000
- Euschizomerus vatovai G.Muller, 1941